# Criterios ESG
Los criterios ESG (por sus siglas en inglés “environmental, social and corporate governance”, que traducido es Ambiental, social y de gobernanza, Asg) son un enfoque para evaluar hasta qué punto una corporación trabaja en nombre de objetivos sociales que van más allá de su rol de maximización de las ganancias en nombre de sus accionistas. Por lo general, los objetivos sociales defendidos desde la perspectiva ESG, incluyen trabajar en pos de determinado repertorio de objetivos ambientales, así como los de apoyo a ciertos movimientos sociales y un tercer grupo de respaldo de movimientos que, respecto de la diversidad, plantean la equidad e inclusión.
Una variedad de organizaciones gubernamentales e instituciones financieras han ideado formas de medir hasta qué punto una corporación específica está alineada con los objetivos ESG. El movimiento mundial más destacado en este sentido es la adopción de 17 Objetivos de Desarrollo Sostenible (ODS) por parte de las Naciones Unidas en 2015. El término ESG se utilizó popularmente por primera vez en un informe de 2004 titulado "A quién le importa, gana", que fue una iniciativa conjunta de instituciones financieras por invitación de la ONU.El informe ha sido respaldado por 20 instituciones destacadas.
En menos de 20 años, el movimiento ESG ha pasado de ser una iniciativa de responsabilidad social corporativa lanzada por las Naciones Unidas a un fenómeno mundial que representa más de 30 billones de dólares estadounidenses en activos bajo gestión.Solo en 2019, el capital por un total de US$17.670 millones fluyó hacia los productos vinculados a ESG, hubo un aumento de casi el 525 % con respecto a 2015, según Morningstar. Los críticos afirman que los productos vinculados a ESG no han tenido -y es poco probable que tengan- el impacto deseado sobre el aumento del costo del capital para empresas contaminantes,y han acusado al movimiento llamado "Lavado verde".

## Historia
Las decisiones históricas sobre dónde se colocarían los activos financieros se basaron en varios criterios, siendo predominante el rendimiento financiero.Sin embargo, siempre ha habido muchos otros criterios para decidir dónde colocar el dinero, desde consideraciones políticas, hasta recompensas celestiales. Fue en las décadas de 1950 y 1960 cuando los vastos fondos de pensión, administrados por los sindicatos, reconocieron la oportunidad de afectar el entorno social más amplio utilizando sus activos de capital en los Estados Unidos, la International Brotherhood of Electrical Workers (IBEW) invirtió su considerable capital en el desarrollo de proyectos de viviendas asequibles, mientras que United Mine Workers invirtió en instalaciones de salud.
En las décadas de 1960 y 1970, Milton Friedman, en respuesta directa al estado de ánimo predominante de filantropía, argumentó que la responsabilidad social afecta negativamente el desempeño financiero de una empresa y que la regulación y la interferencia del "gran gobierno" siempre dañarán la macroeconomía. Su argumento sobre la valoración de una empresa o un activo debe basarse casi exclusivamente en el resultado final puro (con los costos incurridos por la responsabilidad social considerados no esenciales), registró la creencia predominante durante la mayor parte del siglo XX (ver la doctrina de Friedman) . Sin embargo, para finales del siglo comenzó a ganar terreno una teoría contraria. En 1988, James S. Coleman escribió un artículo en el American Journal of Sociology titulado Social Capital in the Creation of Human Capital, el artículo cuestionaba el predominio del concepto de "interés propio" en la economía e introdujo el concepto de capital social en la medida del valor.
Muchos, en la industria inversionista, creen que el desarrollo de factores ESG como consideraciones en el análisis de inversión es inevitable. La evidencia de una relación entre la consideración de las cuestiones ESG y el desempeño financiero es cada vez mayor y la combinación del deber fiduciario y un amplio reconocimiento de la necesidad de sostenibilidad sobre inversiones a largo plazo ha significado que las preocupaciones ambientales, sociales y de gobierno corporativo se van volviendo cada vez más importantes en el mercado de inversión.
Ha habido incertidumbre y debate sobre cómo llamar a la inclusión de factores intangibles relacionados con la sostenibilidad y el impacto ético en las inversiones. Los nombres van desde el uso temprano de palabras de moda como "verde" y "eco", hasta la amplia gama de posibles descripciones para los tipos de análisis de inversión: "inversión responsable", "inversión socialmente responsable", "inversión ética", "extra-financiero", "inversión de largo horizonte", "negocio mejorado", "salud corporativa", "no tradicional", y otros. Pero el predominio del término ESG ahora se ha aceptado bastante. Una encuesta a 350 profesionales de la inversión global realizada por Axa Investment Managers y AQ Research en 2008 concluyó que la gran mayoría de los profesionales preferían el término ESG para describir dichos datos.

## Preocupaciones ambientales
La amenaza del cambio climático ha aumentado, por lo que los inversores pueden optar por tener en cuenta los problemas de sostenibilidad en sus opciones de inversión. Los problemas a menudo representan externalidades, como influencias en el funcionamiento y los ingresos de la empresa, que no se ven afectados exclusivamente por los mecanismos del mercado. Al igual que con todas las áreas de ESG, la variedad de posibles preocupaciones es amplia (por ejemplo, emisiones de gases de efecto invernadero, biodiversidad, gestión de residuos, gestión del agua emisiones de gases de efecto invernadero, biodiversidad, gestión de residuos, gestión del agua), pero algunas de las áreas principales se enumeran a continuación:

### Crisis climática
El cuerpo de investigación que proporciona evidencia de las tendencias globales en el cambio climático ha llevado a los inversionistas (fondos de pensiones, fondos de reservas de seguros) a comenzar a evaluar las inversiones en términos de su impacto sobre los factores percibidos del cambio climático. En el Reino Unido, las políticas de inversión se vieron particularmente afectadas por las conclusiones del Informe Stern  de 2006, un informe encargado por el gobierno británico para proporcionar un análisis económico de los problemas asociados con el cambio climático. Sus conclusiones señalaron la necesidad de incluir consideraciones sobre el cambio climático y las cuestiones ambientales en todos sus cálculos financieros.

### Sostenibilidad del medio ambiente y agroecología
En todas las áreas del debate, desde el agotamiento de los recursos hasta el futuro de las industrias que dependen de la disminución de las materias primas. La cuestión de la obsolescencia del producto o servicio de una empresa se está volviendo central para el valor atribuido para esa empresa. La visión a largo plazo se está volviendo predominante entre los inversores. Asimismo, se tienen en cuenta la agricultura ecológica y la agroecología en la agricultura y ganadería.

### Bienestar animal
Las preocupaciones sobre el bienestar animal implican probar productos o ingredientes en animales, criar para probar, exhibir animales o granjas industriales.

## Preocupaciones sociales

### Diversidad
Existe una creencia cada vez mayor, pero aún no comprobada, de que cuanto más amplio sea el grupo de talentos disponible para un empleador, mayores serán las posibilidades de encontrar a la persona óptima para el trabajo. La innovación y la agilidad se consideran los grandes beneficios de la diversidad, y existe una conciencia cada vez mayor de lo que se conoce como 'el poder de la diferencia'.

### Derechos humanos
En 2006, las Cortes de Apelaciones de EE. UU. dictaminaron que había un caso que responder al llevar el área de las responsabilidades sociales de una empresa directamente al ámbito financiero. Esta área de preocupación se está ampliando para incluir consideraciones tales como el impacto en las comunidades locales, la salud y el bienestar de los empleados y un examen más completo de la cadena de suministro de una empresa.

### Protección al consumidor
Hasta hace relativamente poco tiempo, caveat emptor ("cuidado con el comprador") era el principio rector del comercio y las transacciones. En los últimos tiempos, sin embargo, ha habido una mayor suposición de que el consumidor tiene derecho a un grado de protección y el gran crecimiento en los litigios por daños ha significado que la protección del consumidor es una consideración central para aquellos que buscan limitar el riesgo de una empresa. El colapso del mercado de hipotecas de alto riesgo de EE. UU. inició un movimiento creciente contra los préstamos abusivos y también se ha convertido en un área importante de preocupación.

## Preocupaciones del gobierno corporativo

### Estructura de gestión
El sistema de procedimientos y controles internos que conforma la estructura de gestión de una empresa está en la valoración del patrimonio de esa empresa. La atención se ha centrado en los últimos años en el equilibrio de poder entre el director general y el consejo de administración, específicamente, en las diferencias entre el modelo europeo y el modelo estadounidense: en los estudios estadounidenses se ha encontrado que el 80 % de las empresas tienen un director general que también es el presidente de la junta, en el modelo del Reino Unido y Europa se encontró que el 90% de las empresas más grandes dividen los roles de director ejecutivo y presidente.

### Relaciones laborales
En los Estados Unidos, la lista de las 100 mejores empresas para trabajar por Fortune Moskowitz, se ha convertido no solo en una herramienta importante para los empleados, sino que las empresas están comenzando a competir intensamente por un lugar en la lista, ya que no solo ayuda a reclutar a la mejor fuerza laboral, parece tener un impacto notable en los valores de la empresa. Las relaciones laborales se relacionan también con la representación de los compañeros de trabajo en la toma de decisiones de las empresas y la capacidad de participar en un sindicato.

### Compensación ejecutiva
Ahora se les pide a las empresas que enumeren los niveles porcentuales de los pagos de bonos y de remuneración de los ejecutivos mejor pagados, ya que están siendo examinados de cerca por accionistas e inversores de capital por igual.

### Compensación de los empleados
Además de la compensación ejecutiva, el pago equitativo de otros empleados es una consideración en el gobierno de una organización. Esto incluye equidad salarial para empleados de todos los géneros. Las auditorías de equidad salarial y los resultados de esas auditorías pueden ser requeridos por varias reglamentaciones, en algunos casos, estar disponibles al público para su revisión. Hermann J. Stern diferencia cuatro métodos para incluir el desempeño ESG en la compensación de los empleados:
1. ESG Targets (Objetivos de actividades, proyectos y resultados ESG fijados por la empresa como meta)
2. Medición del rendimiento relativo de ESG (en comparación con sus pares, sobre la base de las cifras clave que la empresa considera relevantes)
3. Agencias de calificación ESG (Refinitiv, S&P Trucost y RobecoSam, Sustainalytics, ISS ESG, MSCI ESG, Vigeo Eiris, EcoVadis, Minerva Analytics, etc.)[28]
4. ESG Performance Evaluations (evaluación del desempeño interna o independiente por medio de opiniones de expertos, basadas en hechos objetivos y subjetivos disponibles interna y externamente)

## Efectos sobre el rendimiento de la empresa
El rendimiento financiero de una empresa representa su salud financiera global, es decir, se utiliza para verificar la viabilidad de la empresa y su potencial de crecimiento. Un estudio de 2024 realizado por Susen y Etter demuestra que niveles más altos de rendimiento ESG (denominado ESG Tilt) y cambios en el rendimiento ESG a lo largo del tiempo (ESG Momentum) están correlacionados positivamente con un aumento en la satisfacción de los empleados en las empresas del S&P 500, mediado por percepciones de justicia organizacional y expectativas de recompensas futuras. Estos factores intangibles se consideran los eslabones perdidos entre el rendimiento ESG observado y los resultados financieros de una empresa.
Otros estudios han demostrado que la integración de criterios ESG en los productos tiene un efecto en el rendimiento de la empresa. Según un estudio de 2015 de Friede, Busch y Bassen, existe un vínculo positivo, demostrado en el 90 % de los casos, entre el rendimiento ESG y el rendimiento financiero. Este vínculo positivo puede explicarse por una reducción en la exposición al riesgo. La integración de criterios ESG mitiga los riesgos potenciales relacionados con el ESG. Por ejemplo, cumplir con las normas ambientales evita ciertas sanciones que podrían afectar el aspecto financiero. Otro estudio apunta en la misma dirección, afirmando que la publicación de informes de sostenibilidad mejora el rendimiento financiero, y la reputación, y conduce a la creación de una ventaja competitiva significativa para la empresa. Además, esta divulgación está positivamente asociada con el rendimiento sobre el capital.
Las empresas que adoptan criterios ESG tienden a generar mayores beneficios, ya que los inversores están más orientados hacia productos más ecológicos y sostenibles. Estos inversores ahora tienen más en cuenta estas directrices en sus decisiones de inversión. En otras palabras, el objetivo de integrar una política ESG es tener un efecto positivo en el rendimiento financiero para cubrir los costos que genera.
A pesar de la correlación positiva entre la inclusión de criterios ESG y el rendimiento financiero, esto no implica que el objetivo principal de las empresas sea volverse social y ambientalmente responsables. Según Milton Friedman (1962), "el objetivo principal de una empresa es aumentar la riqueza de sus accionistas". Además, el auge del ESG es una buena oportunidad para que muchos inversores corporativos ganen dinero. Todavía no existen criterios universales para evaluar si un fondo es ESG o no. Los inversores confían en las calificaciones para realizar sus inversiones, pero estas calificaciones no siempre reflejan una imagen completa del rendimiento ESG, ya que se basan en datos incompletos proporcionados por la propia empresa. Un buen rendimiento ESG atrae y retiene a los inversores. Finalmente, aunque muchos estudios muestran una relación positiva entre un buen rendimiento ESG y el rendimiento financiero, otros estudios demuestran que es difícil cuantificar el efecto financiero real de una mejora en el rendimiento social de una empresa.
Asignar un valor monetario preciso a los temas ESG resulta complejo, si no arduo. Los modelos cuantitativos y las calificaciones ESG establecidas no siempre capturan adecuadamente estos valores, lo que dificulta su integración en las decisiones de inversión basadas en datos financieros a corto plazo.
Inicialmente, los estudios se centraron en el efecto de la RSC en el rendimiento financiero, utilizando modelos como el CAPM. Investigaciones anteriores, como las de Alexander y Buchholz en 1978, no encontraron ningún vínculo significativo entre las acciones socialmente responsables y los rendimientos del mercado de valores. Estudios posteriores, como los de Cochran y Wood en 1984, Aupperle, Carroll y Hatfield en 1985, y Blackburn, Doran y Shrader en 1994, confirmaron esta falta de correlación entre el ESG y el rendimiento financiero de las empresas, a pesar de los diferentes enfoques metodológicos.
Incluso cuando los estudios han intentado medir específicamente el rendimiento en relación con la RSC, como el de Aupperle, Carroll y Hatfield en 1985, utilizando medidas de rentabilidad ajustadas al riesgo, han llegado a conclusiones similares: la ausencia de una relación significativa entre la RSC y la rentabilidad empresarial.

## Relación entre ESG y valoración corporativa
Diversos estudios han cuestionado la idea de que una mayor inversión en criterios ESG siempre contribuye al valor corporativo. Algunos investigadores sugieren que una excesiva inversión o un control excesivo en iniciativas ESG no solo puede ser ineficaz, sino también generar efectos contraproducentes para la valoración de la empresa. En ciertos casos, la sobreinversión en ESG por parte de las empresas o el excesivo control por parte de los inversores puede limitar los beneficios esperados.
En este contexto, la investigación sugiere que la relación entre los resultados ESG y la valoración de las empresas puede ser no lineal y presentar características polinómicas, como patrones en forma de U invertida. Esto sugiere la existencia de un nivel óptimo de inversión ESG donde los beneficios para la valoración corporativa se maximizan, más allá del cual podrían surgir rendimientos decrecientes o incluso efectos adversos.

## Inversión responsable
Los tres dominios social, ambiental y de gobierno corporativo están íntimamente ligados al concepto de inversión responsable. Las inversiones responsables comenzaron como una área de inversión de nicho, atendiendo las necesidades de aquellos que deseaban invertir, pero querían hacerlo dentro de parámetros éticamente definidos.

### Principios para la inversión responsable
La Iniciativa de Principios para la Inversión Responsable, fue establecida en 2005 por la Iniciativa Financiera del Programa de las Naciones Unidas para el medio ambiente y el Pacto Mundial de las Naciones Unidas como un marco para mejorar el análisis de las cuestiones ESG en el proceso de inversión y para ayudar a las empresas en el ejercicio de la propiedad responsable.

### Principios del Ecuador
Los Principios del Ecuador es un marco de gestión de riesgos, adoptado por las instituciones financieras, para determinar, evaluar y gestionar el riesgo ambiental y social en la financiación de proyectos. Su objetivo principal es proporcionar un estándar mínimo de diligencia debida para respaldar la toma de decisiones de riesgo responsable. Hasta octubre de 2019, 97 instituciones financieras en 37 países habían adoptado oficialmente los Principios del Ecuador. Las Instituciones Financieras de Principios de Ecuador (IFPE), se comprometen a no otorgar préstamos a proyectos en los que el prestatario no cumpla o no pueda cumplir con sus respectivas políticas y procedimientos sociales y ambientales.
Los Principios del Ecuador, lanzados formalmente en Washington D. C. el 4 de junio de 2003, se basaron en los marcos de políticas ambientales y sociales existentes establecidos por la Corporación Financiera Internacional. Posteriormente, estos estándares se actualizaron periódicamente en lo que se conoce comúnmente como los Estándares de Desempeño de la Corporación Financiera Internacional sobre sostenibilidad social y ambiental y en las Directrices Ambientales, de Salud y Seguridad del Grupo del Banco Mundial.

## Agencia de calificación
La información ambiental, social y de gobierno corporativo (ESG) de las empresas que cotizan en bolsa siempre ha sido valorada por el mercado de capitales global, y se han desarrollado sistemas de calificación e inversión ESG más maduros. La calificación ESG es el resultado del análisis ESG de una empresa. Se basa en:
1. Recopilación de información (estados financieros, informes de RSE, entrevistas, cuestionarios)
2. Evaluación de información
3. Verificación de datos

La calificación de sostenibilidad generalmente se confía a centros de investigación especializados en la recopilación y procesamiento de información y datos sobre el comportamiento ESG de las empresas.

## Divulgación y regulación
En los diez primeros años del siglo XXI creció el mercado de inversión definido por la ASG. No sólo la mayoría de los grandes bancos del mundo tienen departamentos y divisiones dedicados exclusivamente a la inversión responsable, sino que también se multiplican las empresas boutique especializadas en asesorar sobre inversiones medioambientales, sociales y de administración. Uno de los principales aspectos de la vertiente ESG del mercado de seguros que provoca esta tendencia a la proliferación es el carácter esencialmente subjetivo de la información en función de la cual pueden tomarse las decisiones de inversión. La falta de normas claras y de un seguimiento transparente ha suscitado la preocupación de que los reconocimientos ASG sirvan principalmente a objetivos ecológicos y de relaciones públicas de las empresas, desviando la atención de iniciativas más sustanciales para mejorar el medio ambiente y la sociedad.
En marzo de 2021, la SEC anunció que las revisiones de cumplimiento normativo relacionadas con la divulgación de ESG serán un foco de atención de la agencia en 2021. Ese mismo mes, la Administración de Seguridad de Beneficios para Empleados (EBSA) del Departamento de Trabajo de EE. UU. anunció que revisaría y no aplicaría la norma final de la administración Trump para los poderes de voto por delegación de los empleados. Ley de Seguridad de los Ingresos de Jubilación de los Empleados de 1974 (ERISA), que sólo tiene en cuenta los intereses pecuniarios y no los factores ASG en las inversiones para 401 (k) s bajo E.O. 13990.
En noviembre de 2021, la SEC anuló una norma de la administración Trump emitida en 2017 que permitía a los CEO excluir las propuestas de los accionistas sobre ESG en las declaraciones anuales de representación.